# 柳沢峠
柳沢峠（やなぎさわとうげ）は、山梨県甲州市にある峠。標高1472m。国道411号（青梅街道）が通り、同街道の最高地点でもある。
晴天の日はこの峠からの富士山の眺望は良く、撮影ポイントとしても有名である。

## 歴史
江戸時代まで青梅街道はこの柳沢峠ではなく大菩薩峠（標高1897m）を経由していた。大菩薩峠へは道幅も狭く通行も困難な青梅街道最大の難所であり、遭難者も多く出していたが、甲州街道より二里短く関所が無いこともあり利用者は多かった。塩山側の麓には萩原口留番所跡がある。
江戸（東京）から甲府に至るには甲州街道を経由する場合都県境（小仏峠または大垂水峠）と笹子峠の二つを越えなければならないが、甲州裏街道と言うべき青梅街道経由ならば大菩薩峠だけを越えればよい。峠の標高は甲州街道経由の方が低いが越える回数を考慮すると青梅街道経由にも利点があることも挙げられる。
明治になり県令藤村紫朗の主導によって民費で道路改修を行うことになるが、大菩薩峠に車道を通すのは困難だったため、1878年（明治11年）現在の柳沢峠経由の道路を開削した。開削後、青梅街道はルートを大菩薩峠経由から柳沢峠経由に変更された。現在でも青梅街道の要衝であり、中央自動車道や甲州街道（国道20号）の混雑時（渋滞時）には東京方面に抜ける迂回路として交通量が多い時がある。最近では、2012年(平成24年)12月に発生した中央自動車道笹子トンネル天井板落下事故で同道路が約2か月にわたり通行止めとなった際にも迂回路の一つとして機能した。
しかし、現在でもおいらん淵（北都留郡丹波山村から甲州市に差し掛かる地点）より西側は勾配が8%程度の急峻な山道である。また柳沢峠を越えると裂石温泉に着くが峠の甲府盆地側もかなりの急勾配である。特に冬季は、この峠の前後の山間部は積雪や凍結の条件も重なるため、車両の通行にはタイヤチェーンやスノータイヤの装着が必要となる。

## 施設・その他
峠には公営駐車場、トイレ（水洗）、売店（柳沢峠茶屋）がある。ただし、公衆電話は無く、携帯電話も電波の状態によっては圏外になり、通話が出来なくなる。
なお、峠北側一帯は多摩川の源流域にあたるため、東京都水道局の水源林（東京都水源林）に指定されている。また峠頂上の青梅街道沿いに石碑が建てられている。

## 交通
山梨交通
- 塩山駅 - 大菩薩峠登山口 - 柳沢峠 - 落合（4月下旬～11月下旬の土日祝日運行）[1]

## ギャラリー

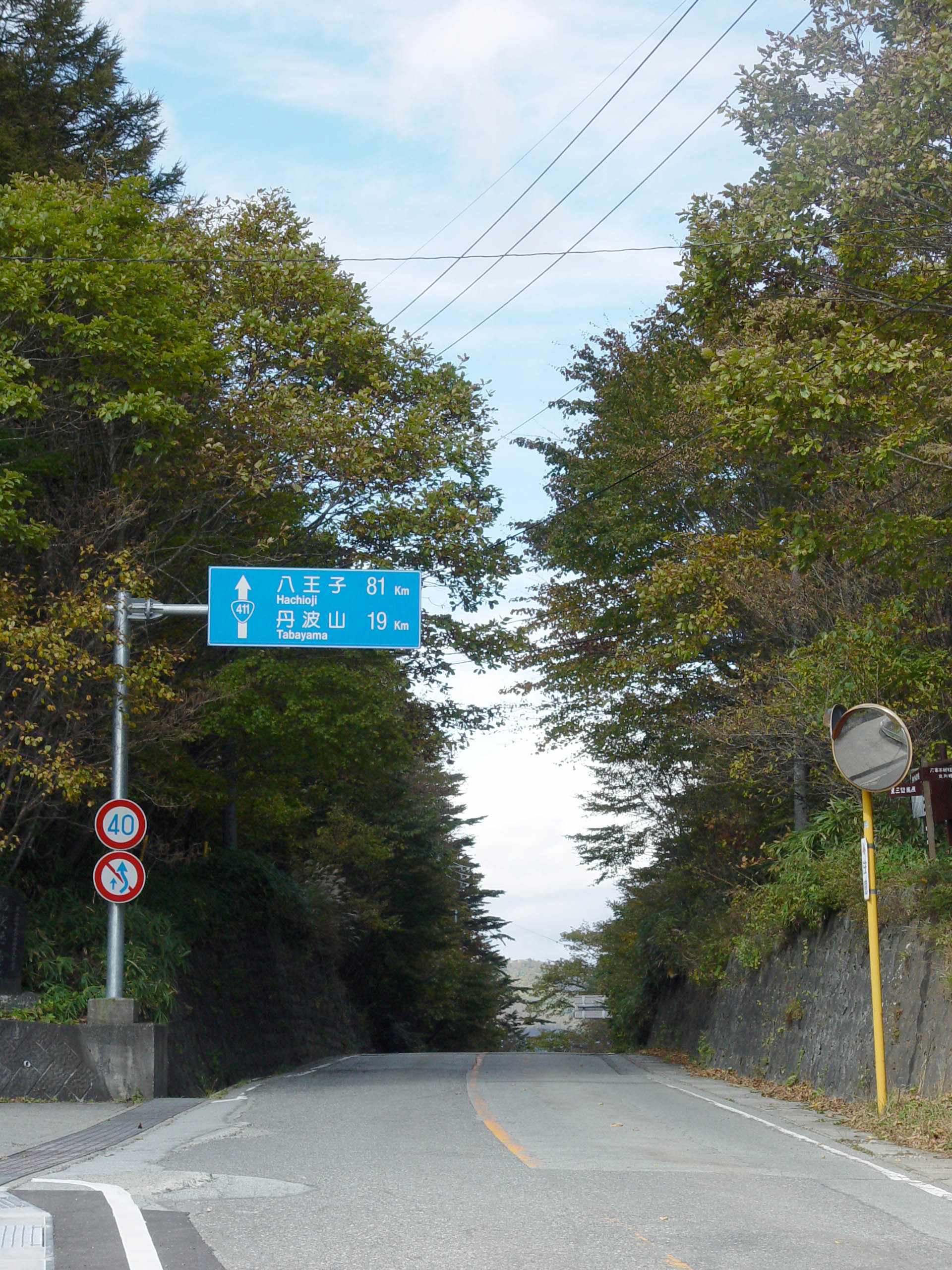
国道411号-柳沢峠
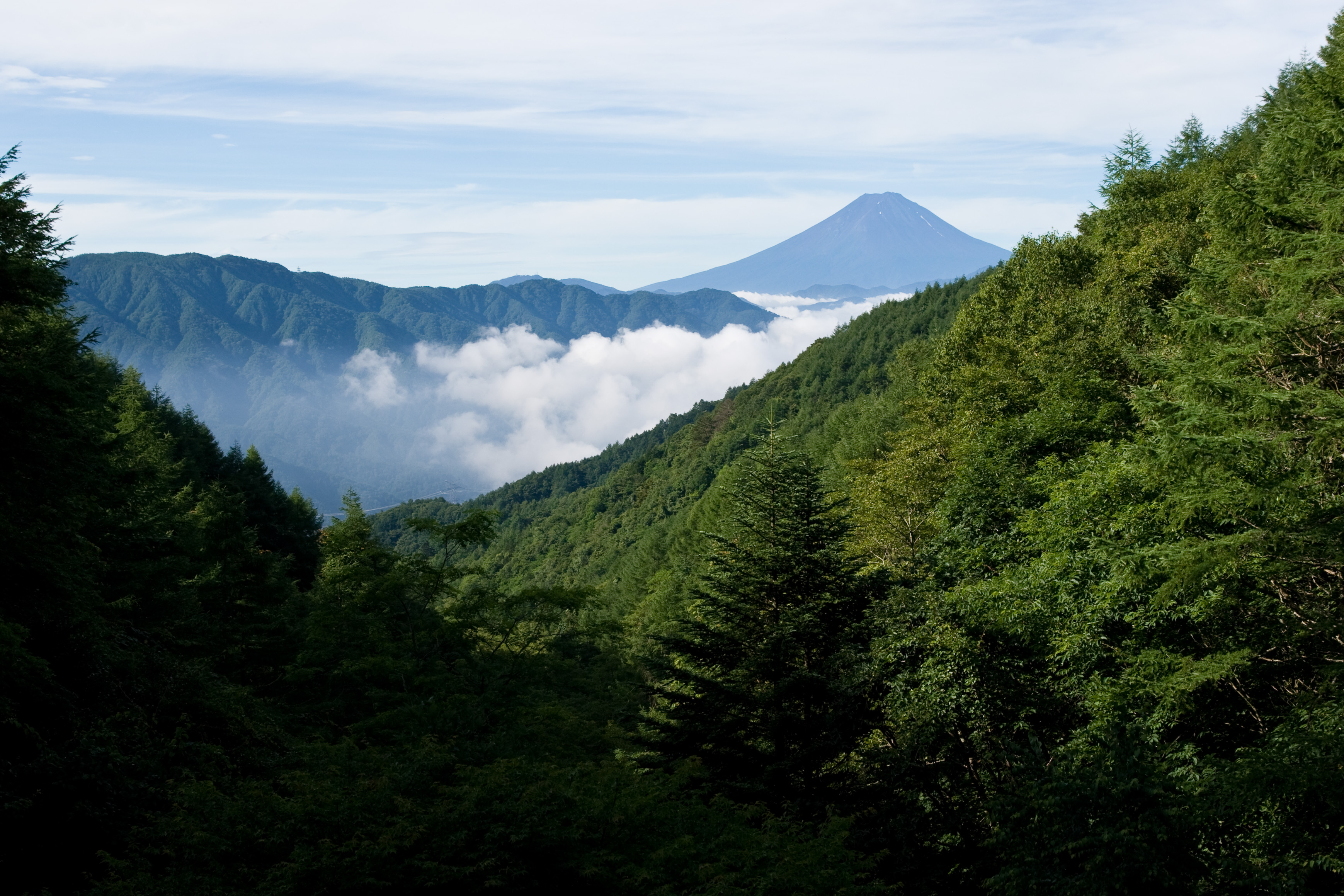
峠から望む富士山
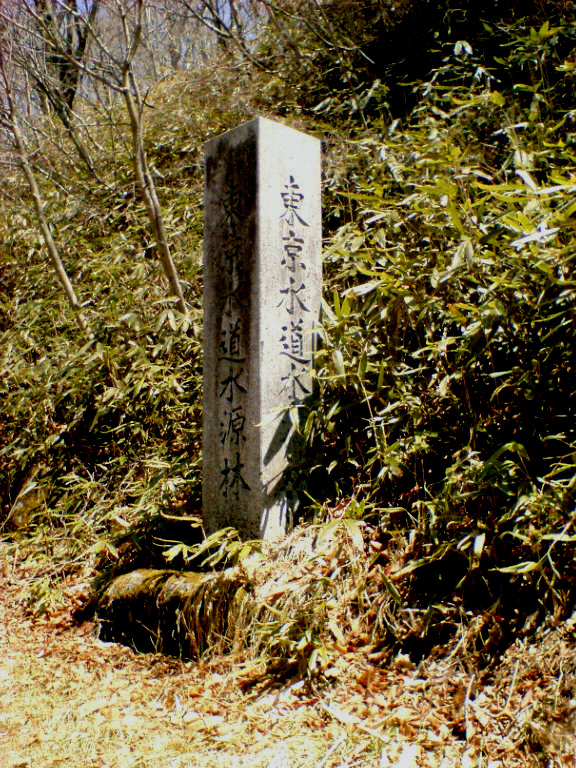
東京水道水源林石碑